# Кьеза, Джульетто
Джулье́тто Кье́за (итал. Giulietto Chiesa; 4 сентября 1940, Акви-Терме, провинция Алессандрия, Италия — 26 апреля 2020) — итальянский журналист, писатель и общественный деятель.

## Политическая деятельность и публикации
Профессиональный журналист, в прошлом московский корреспондент газет «Унита» (1980—1990) и «Ла Стампа» (1990—2000).
С 1967 до 1968 год вице-президент студенческого объединения итальянского языка (итал. Unione goliardica Italiana), затем руководитель Федерации молодых коммунистов Италии. С 1970 по 1979 год — руководитель Генуэзского объединения Итальянской коммунистической партии (ИКП). С 1975 по 1979 год — лидер ИКП в провинциальном совете Генуи.
В 1989—1990 годах — научный сотрудник Института Кеннана по перспективным российским исследованиям при Международном научном центре имени Вудро Вильсона в Вашингтоне. В 1990—1991 годах Кьеза читал в Москве лекции по теории и практике западной журналистики в Институте молодёжи Госкомтруда РФ (бывшей Высшей комсомольской школе при ЦК ВЛКСМ).
Автор колонки в российском деловом еженедельнике «Компания» и в «Литературной газете». Автор многочисленных книг о Советском Союзе и России, в которых сочетаются элементы исторического анализа, хроники и репортажа. Его первая книга «Операция Тегеран» (итал. Operazione Teheran) посвящена неудачной попытке отряда «Дельта» освободить американских заложников в посольстве Тегерана. Позднее вместе с русским историком-диссидентом Роем Медведевым Кьеза написал книгу «Меняющийся СССР» (итал. L’URSS che cambia). Эта книга переведена на португальский язык в 1988 году. В 1990 году в соавторстве с Роем Медведевым выпустил ещё одну книгу, имевшую форму беседы: «Революция Горбачёва» (итал. La rivoluzione di Gorbaciov), опубликованную сначала в Соединённых Штатах Америки («Time of Change». — Pantheon Books, 1990), а впоследствии и в Японии.
В то же время в издательстве «Лукарини» опубликована книга «Переход к демократии» (итал. Transizione alla Democrazia). Обновлённое издание, отредактированное вместе с Дугласом Нортропом, вышла впервые в США («Transition to Democracy». — University Press of New England, 1991), а затем и в России («Переход к демократии». — Международные отношения, 1991). Далее последовали книги «Cronaca del Golpe Rosso» и «Da Mosca, Cronaca di un colpo di stato annunciato». На основе событий, происходивших на территории бывшего Советского Союза, написана книга «Russia Addio», переведённая на русский язык («Прощай Россия!» — издательство «Гея», 1998) и получившая широкий отклик читателей (издано 80 тысяч экземпляров). Книга издана также на китайском (Pechino: Editrice Nuova Cina, 1999) и греческом языках (Atene: Kastaniotis, 2000). По российской теме написана и «Roulette russa», которая в 2000 году вышла в России («Русская рулетка». — издательство «Права человека», 2000).
С 1997 года Джульетто Кьеза работал над темой глобализации (экономической, политической и военной), уделяя особое внимание роли средств массовой информации, возглавил Ассоциацию Планета. Им опубликовано множество обзоров на итальянском и других языках. В России были изданы два его исследования об отношениях между Российской академией наук и Институтом мировой экономики и международных отношений (ИМЭМО).
Автор многочисленных статей в таких российских газетах, как «Литературная газета», «Деловой вторник», «Московские новости».
В 2001 году Кьеза написал книгу «Большая восьмёрка — Генуя» («G8-Genova») о драматических событиях во время встречи Большой восьмёрки в 2001 году в Генуе. Позднее в издательстве «Герини» вышла книга «Afghanistan anno zero» (Афганистан — год нуля), написанная вместе с итальянским журналистом и сатириком Вауро (с предисловием Джино Страда — хирурга, основателя неправительственной организации Emergency). Книга разошлась тиражом более 115 тысяч экземпляров и стала одним из бестселлеров итальянской публицистики в 2001 году. Книга переведена на греческий язык. Весной 2002 года в издательстве «Фельтринелли» вышла «La Guerra Infinita» (Бесконечная война), также нашедшая отклик в Италии. Книга переведена на немецкий язык («Das Zeitalter des Imperiums». — Hamburg: Europäische Verlagsanstalt, 2003). Джульетто Кьеза в 2002 году стал лауреатом итальянской национальной премии Premio Nazionale Cultura della Pace.
В издательстве «Фельтринелли» в марте 2003 года вышла книга «Superclan», написанная вместе с Марчелло Виллари; а в Москве — «Бесконечная война» (Детектив-Пресс, 2003), состоявшая из материалов, вошедших в состав «Afghanistan anno zero», «La Guerra infinita» и «Superclan». В 2004 году издательский дом «Ноттетемпо» издал «La guerra come menzogna» (Лживая война), которая также вышла на французском языке (Женева, издательство Timeli). «Бесконечная война» была переведена на английский и испанский языки. В издательстве «Ноттетемпо» вышла книга «Invece di questa sinistra», дающая обзор политической программы Кьеза в свете предстоящих выборов в Европарламент. В 2004 году Кьеза публикует вместе с сатириком Вауро книгу «I peggiori Crimini del Comunismo» — открытое сатирическое обвинение коммунистическому прошлому и Сильвио Берлускони, на тот момент председателю Совета министров Италии.

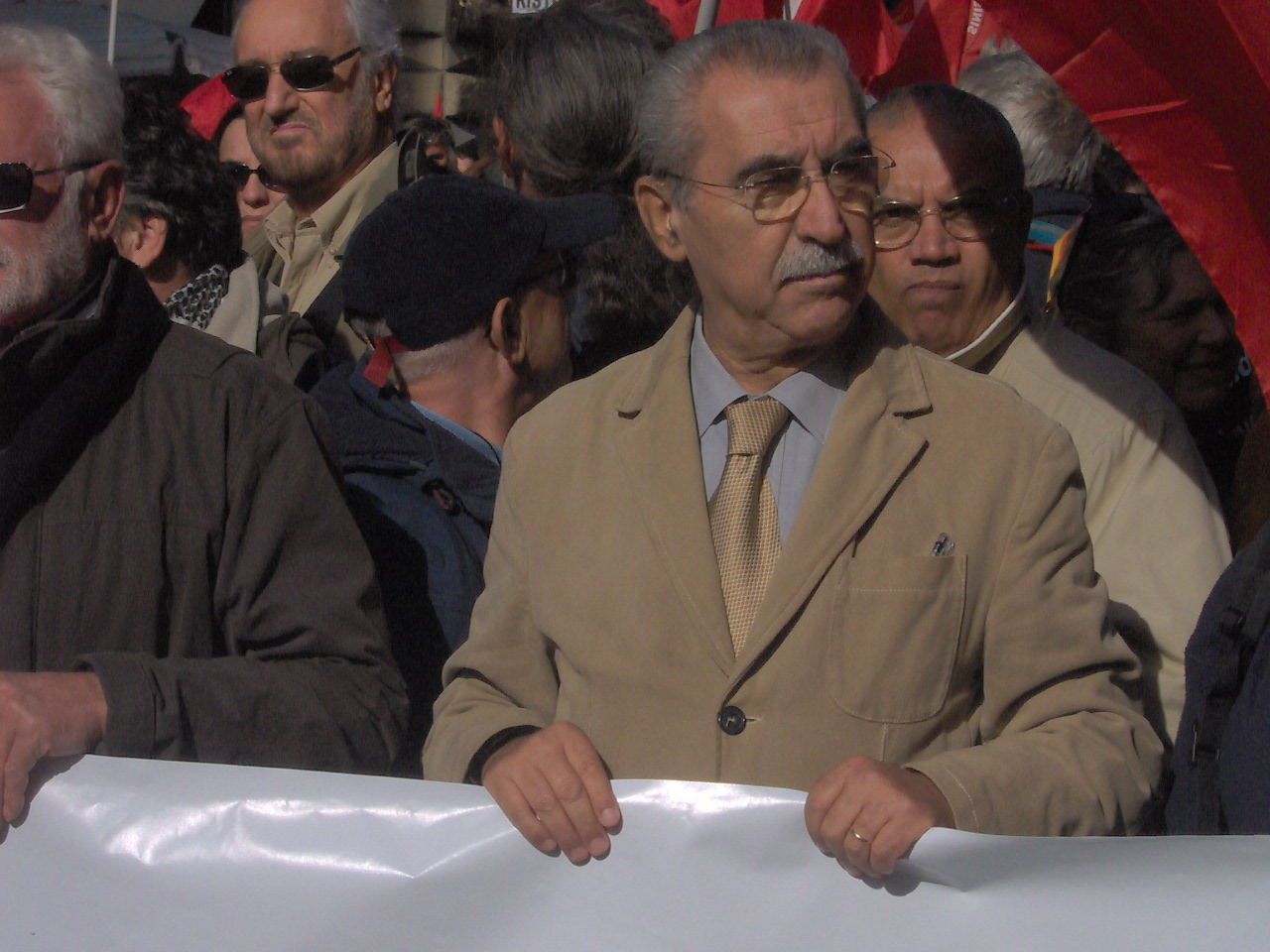
На митинге в Риме, 2007 год

В 2005 году вышла книга «Cronache Marxziane» (Марксианские хроники). Отвечая на вопросы журналиста Массимилиано Панарари, Кьеза выступил против «нового империализма» и «суперклана» владельцев мира — западных инвестиционных банков, членами которых он назвал Усаму бен Ладена, Берлускони и Джорджа Буша, а также против формирующей эту «машину грёз» современной системы СМИ, которая непрерывно оказывает сильнейшее воздействие на сознание людей. Книга призывает взять на себя непосредственные обязательства и ответственность перед лицом экономической, информационной и политической систем, которые, по мнению Кьеза, составляют угрозу для планеты и рискуют привести мир к экологической катастрофе и вымиранию. Те же темы обсуждаются в книге «Prima della tempesta» (Перед бурей).
Кьеза является президентом ассоциации «МегаЧип» (англ. MegaChip) и (вместе с Элио Вельтри, Антонелло Фаломи и Диего Новелли) членом президиума Национальной ассоциации «Группа строителей благополучного общества», президентом которой является Акилле Оккетто.
В 2003 году Кьеза вступил в политический альянс Антонио Ди Пьетро и Акилле Оккетто в связи с европейскими выборами 2004 года. В 2004 году Кьеза избран депутатом Европарламента по списку либерально-демократической партии Ди Пьетро («Italia dei Valori») от Северо-Западного округа (Пьемонт, Валле-д’Аоста и Лигурия) вместо Оккетто, который, чтобы сохранить своё кресло в Сенате, отдал Кьеза свой пост, полученный с перевесом в 14 тысяч голосов.
В ноябре 2005 года Кьеза принял участие в организованной журналистом и конспирологом Тьерри Мейсаном конференции «Ось мира». В 2006 году вместе с ассоциацией «МегаЧип» Кьеза организовал рабочую группу, расследовавшую причины событий 11 сентября 2001 года. Он отверг итог официального расследования и общепринятую интерпретацию причин трагедии: В 2007 году вышел снятый совместно с Тьерри Мейсаном фильм «ZERO — An Investigation into 9/11» («9/11. Расследование с нуля»), в 2008 году на русском языке вышла книга «Zero» на ту же тему. Несмотря на активное применение статуса депутата европарламента для продвижения ленты, его фильм в мире «прошёл практически незамеченным — авторы прямо жаловались на это в эфире Первого канала, намекая на происки американских спецслужб». В прессе в поддержке конспирологических теорий обвинили и самого Кьеза.

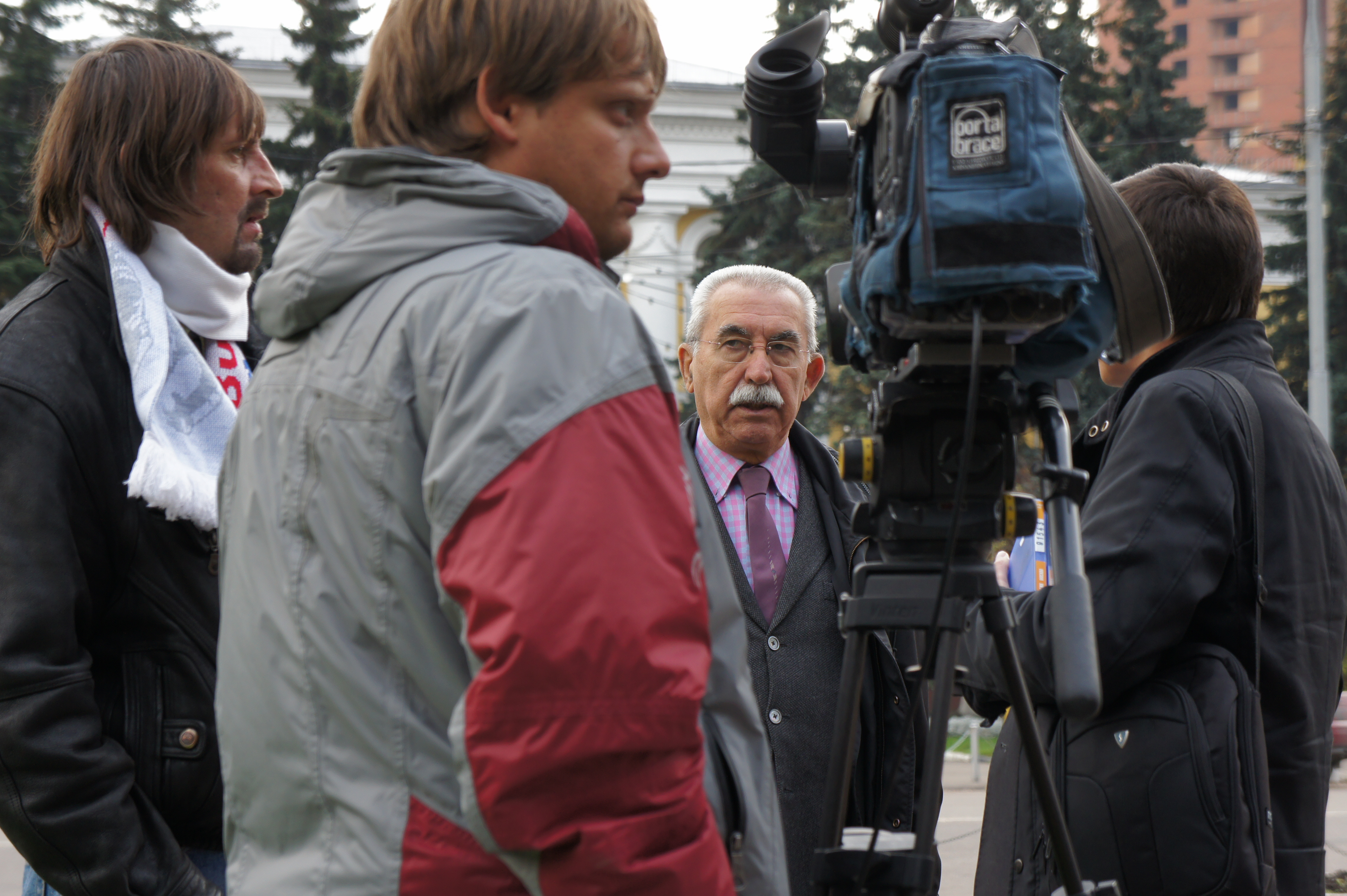
Россия, Химки, 2012 год

С 2008 года — член экспертного совета международного аналитического журнала «Геополитика».
В 2010 году создал организацию «Альтернатива».
15 декабря 2014 года был задержан в Таллине эстонской полицией на 48 часов, при этом обвинений ему не предъявили. В Таллин Кьеза прибыл для участия в заседании медиа-клуба «Импрессум», где должен был выступить с речью на тему «Стоит ли Европе бояться России?» (По данным полиции безопасности Эстонии, клуб занимался антиэстонской пропагандой и был связан с российской службой внешней разведки). Ему был предъявлен документ, на основании которого он подлежал экстрадиции из Эстонии.
В 2016 году Кьеза был инициатором издания на итальянском языке книги Галины Сапожниковой с её версией январских событий в Вильнюсе 1991 года «Кто кого предал? Как убивали СССР и что стало с теми, кто пытался его спасти?». В этом же году он закончил книгу «Русофобия 2.0».
Жена — Фьямметта Кукурния, журналист.
Скончался 26 апреля 2020 года от инфаркта.

### В Европарламенте
Избран депутатом Европарламента от группы Альянс либералов и демократов в поддержку Европы, которую покинул в мае 2006 года, чтобы присоединиться к Партии европейских социалистов, что, по его собственному мнению, «естественно, принимая во внимание его политическое прошлое и его позицию по поводу многочисленных критических вопросов современной жизни». В этой партии он состоял до 2009 года.
Кьеза являлся вице-президентом Комиссии по делам международной торговли, а также членом Комиссии по делам культуры и образования, Комиссии по делам защиты и безопасности, Делегации от парламентской комиссии ЕС-Россия, Делегации от парламентской комиссии ЕС-Казахстан, ЕС-Кыргызстан и ЕС-Узбекистан, а также способствует обеспечению связи с Таджикистаном, Туркменистаном и Монголией.
В 2009 году выдвинут кандидатом в Европарламент по Латвии от партии «ЗаПЧЕЛ — За права человека в единой Латвии», выпустил сборник статей и интервью «Джульетто Кьеза: Я за европейскую Латвию» (Рига: Averti-R, 2009), но не был избран.

### Конспирологическая деятельность
Кьеза, будучи критиком западной информационной среды, считал её несовместимой со своими политическии взглядами и неоднократно поддерживал неподтверждённые, противоречивые и сходные с теориями заговора идеи. В частности, он был известен своей поддержкой теорий о химтрейлах, теории о самоподрыве башен 11 сентября 2001 года, о так называемых «искусственных» землетрясениях и об инсценировке убийства Усамы бен Ладена в 2011 году (вплоть до сомнений в факте его существования).

## Книги и брошюры на русском языке
- Переход к демократии. Международные отношения, 1991 (тж. М.: Прогресс, 1993)
- Прощай, Россия. М.: Гея, 1998
- Русская рулетка. Права Человека, 2000
- Война империй: Восток — Запад. М.: Эксмо, 2006. ISBN 5-699-18002-8
- Zero. М.: Трибуна, 2008. ISBN 978-5-901253-19-9
- Джульетто Кьеза: Я за европейскую Латвию. Рига: Averti-R, 2009
- Латвийский кандидат, или Неизвестные приключения негражданина в Европе. М.: Трибуна, 2010. ISBN 978-5-901253-30-4
- Что вместо катастрофы?. М, 2014
- Цугцванг для человечества. — Москва : Книжный мир, 2019. — 411 с. — (Коллекция Изборского клуба). — ISBN 978-5-6042990-4-3. — 1000 экз.

## Награды
- Орден Дружбы (21 августа 2018 года, Южная Осетия) — за вклад в развитие и укрепление дружественных отношений между народами Республики Южная Осетия и Итальянской Республики и в связи с празднованием 10-й годовщины признания Российской Федерацией Республики Южная Осетия в качестве суверенного и независимого государства[27].

## Публикации
Кьеза является автором статей и обзоров для различных изданий («Ла Стампа», «Галатея», «МегаЧип», «Микромега», «Манифест», «Латинская Америка»).
- РОССИЯ. ПРАВО НА САМООБОРОНУ, «Спецназ России», 30 Апреля 2014
- Архипелаг секретных тюрем ЦРУ, Полит.ру